# Nhân vật hạ cấp Tomozaki
Nhân vật hạ cấp Tomozaki (Nhật: 弱キャラ友崎くん, Hepburn: Jaku-kyara Tomozaki-kun) là loạt light novel do Yaku Yūki sáng tác và Fly minh họa, được Shogakukan xuất bản bởi dưới ấn hiệu Gagaga Bunko kể từ ngày 18 tháng 5 năm 2016. Bộ truyện được Kim Đồng mua bản quyền tại Việt Nam và phát hành dưới ấn hiệu Wings Books.
Một bản manga chuyển thể do Chida Eito minh hoạ, được đăng trên nguyệt san "Gangan Joker" của Square Enix kể từ ngày 22 tháng 12 năm 2017. Một mùa anime truyền hình chuyển thể dài 12 tập, do Project No.9 sản xuất đã được phát sóng từ ngày 8 tháng 1 năm 2021 đến ngày 26 tháng 3 năm 2021; mùa thứ hai lên sóng từ tháng 1-tháng 3 năm 2024.

## Cốt truyện
Tomozaki Fumiya là một chàng trai cao trung năm 2 học tại trường Tư lập Sekitomo ở Saitama. Vì khả năng giao tiếp xã hội kém mà cuộc sống thực tại trầm lắng đến mức cậu chán đời mà gọi là "Game rác", cậu tìm niềm vui trong game Attack Families (gọi tắt là "Atafami") mà cậu coi là "Game thần" và liên tục đứng vị trí số một Nhật Bản với nghệ danh "nanashi" (nghĩa là "vô danh"). Một lần cậu được người mang nghệ danh là "NO NAME" mời gặp trực tiếp ngoài đời. Đây là người duy nhất cậu coi trọng vì luôn đứng thứ hai sau cậu trong game, mà cậu nghĩ là "cùng đẳng cấp" với mình. Không ngờ người đó lại là bạn cùng lớp Hinami Aoi, người mang sự đối lập của cậu: học lực đứng đầu, thể thao mạnh mẽ, luôn vui tươi, thân thiện và rất được mọi người yêu quý.
Thất vọng vì vẻ ngoài thực sự "trông như rác" của người duy nhất mạnh hơn mình trong game Atafami, Aoi đã khinh bỉ Fumiya và hai người đã cãi nhau một trận. Fumiya cho rằng đời cậu vì bị phân biệt đối xử bất bình đẳng mà cậu đành chấp nhận sống thực tại như một nhân vật nhược tiểu, cô là người có sức hút nên không thể cảm nhận rõ được về cậu. Aoi không chấp nhận lí lẽ đó và chứng minh cho Fumiya thấy cô cũng chỉ là người thường, nhưng cuộc sống thực tại không phải là game rác như cậu nghĩ, chỉ cần nỗ lực thay đổi thì sẽ trở thành một người mới hoàn toàn cả từ vẻ ngoài lẫn sự tự tin bên trong, giống như chính cậu đã nỗ lực để trở thành số một trong Atafami. Aoi quyết định bắt đầu dạy lại Fumiya, để cho "nanashi" mà cô kính trọng trong Atafami cũng phải có một cuộc sống thực tại tương xứng. Cô muốn Fumiya sẽ phải nghiêm túc coi cuộc sống thực tại như khi cậu đã nghiêm túc chơi game, cậu sẽ phải hoàn thành những mục tiêu nhỏ mà Aoi đưa ra để trở thành một người sống thực tế và được mọi người hướng tới, dần dần đạt được mục tiêu lớn nhất là "đánh bại" chính Aoi ở đời thực.

## Nhân vật
Tomozaki Fumiya (友崎 文也)
Lồng tiếng bởi: Satō Gen
Nhân vật chính. Một nam sinh cao trung với vẻ ngoài tầm thường, không có khả năng giao tiếp và không có bạn bè. Cậu coi cuộc đời như "game rác" và tìm niềm vui trong game Atafami mà cậu coi là "Game thần", nơi cậu đứng đầu với tên "nanashi".
Hinami Aoi (日南 葵)
Lồng tiếng bởi: Kanemoto Hisako
Bạn cùng lớp với Tomozaki, nữ sinh thần tượng đứng đầu trong cả trường mà ai cũng thích, nhưng đằng sau lại chính là người đứng thứ 2 "NO NAME" trong Atafami. Thấy "nanashi" mà cô luôn ngưỡng mộ lại là một tên với vẻ ngoài tầm thường và kém cỏi trong giao tiếp, cô không chấp nhận và muốn biến cậu trở thành một "nhân vật mạnh mẽ" trong game "cuộc đời". Khi so sánh vai trò trong game, Tomozaki thường ví cô là trùm cuối.
Nanami Minami (七海 みなみ)
Lồng tiếng bởi: Hasegawa Ikumi
Biệt danh "Mimimi" (riêng Tama gọi là "Minmi"). Bạn cùng lớp với Tomozaki, một nữ sinh hoạt bát và tinh nghịch, thích trêu đùa và sờ soạng các bạn nữ.
Kikuchi Fūka (菊池 風香)
Lồng tiếng bởi: Kayano Ai
Bạn cùng lớp với Tomozaki. Một nữ sinh dịu dàng và thích đọc sách. Khi so sánh vai trò trong game, Tomozaki thường ví cô là tinh linh hay thiên sứ.
Natsubayashi Hanabi (夏林 花火)
Lồng tiếng bởi: Maekawa Ryōko
Biệt danh "Tama". Bạn cùng lớp với Tomozaki, một nữ sinh nhỏ nhắn với tính tình nghiêm túc. Tama chơi thân với Mimimi và luôn bị thành đối tượng để Mimimi sờ soạng.
Izumi Yuzu (泉 優鈴)
Lồng tiếng bởi: Hieda Nene
Bạn cùng lớp với Tomozaki. Cô ngồi cạnh bên trái với cậu trong lớp. Cô có tình cảm với Shūji. Giai đoạn đầu khi Aoi yêu cầu Tomozaki cố gắng kết bạn với Yuzu, cô luôn cố gắng né Tomozaki, cho đến khi gần đây thấy Shūji mải luyện Atafami mà quên mất cô, cô đã nhờ Tomozaki dạy cho mình cách chơi Atafami để có thể gần gũi với Shūji. Sự nhiệt tình của Tomozaki khi dạy Yuzu về Atafami khiến cô thay đổi cách nhìn về cậu theo hướng tích cực hơn. Sau đó hai người trở thành bạn.
Mizusawa Takahiro (水沢 孝弘)
Lồng tiếng bởi: Nobunaga Shimazaki
Bạn cùng lớp với Tomozaki và là một trong bộ ba với Shūji và Takei. Một nam sinh điển trai và tinh ý, cậu dễ dàng nhận ra sự thay đổi của Tomozaki và có hứng thú với những gì mà Tomozaki đang thể hiện. Cậu có tình cảm với Aoi.
Nakamura Shūji (中村 修二)
Lồng tiếng bởi: Okamoto Nobuhiko
Bạn cùng lớp với Tomozaki và là một trong bộ ba với Takahiro và Takei. Một nam sinh khá khó tính và không thích thua kém. Cậu luôn thua Tomozaki trong các trận đấu Atafami (chỉ thắng đúng một trận) và luôn coi Tomozaki là mục tiêu mà mình phải chiến thắng.
Takei (竹井)
Lồng tiếng bởi: Mizuno Shuntarō
Bạn cùng lớp với Tomozaki và là một trong bộ ba với Shūji và Takahiro. Không rõ tên riêng. Rất năng động nhưng đôi khi lại khá ngốc nghếch trong ứng xử.
Kanno Erika (紺野 エリカ)
Lồng tiếng bởi: Kaneko Sayaka
Bạn cùng lớp với Tomozaki. Chơi thân với Yuzu. Một nữ sinh rất tự cao tự đại. Cô thích Shūji nhưng bị từ chối, liền cô buông lời đả kích Shūji khi cậu liên tục thua Tomozaki trong trận đấu Atafami.
Narita Tsugumi (成田 つぐみ)
Đồng nghiệp tại nơi làm việc thêm của Tomzaki và Takahiro.

## Các chuyển thể

### Light novel
Loạt light novel do Yaku Yūki sáng tác và Fly minh hoạ. Được Shogakukan xuất bản dưới ấn hiệu Gagaga Bunko kể từ ngày 18 tháng 5 năm 2016. Tính tới ngày 18 tháng 1 năm 2022, đã có 10 tập chính truyện và 2 tập tuyển tập truyện ngắn được xuất bản. Mỗi tập truyện được gọi là "Lv." (Level). Bộ truyện đã được Kim Đồng mua bản quyền tại Việt Nam và phát hành dưới ấn hiệu Wings Books kể từ ngày 15 tháng 11 năm 2021.
Phiên bản đặc biệt của tập 7 tặng kèm theo cuốn artwork "Fly Mini Artworks" do Fly minh hoạ. Phiên bản đặc biệt của tập 8.5 tặng kèm theo một đĩa CD Drama.
| #      | Phát hành Tiếng Nhật | Phát hành Tiếng Nhật                                                    | Phát hành Việt    | Phát hành Việt    |
| #      | Ngày phát hành       | ISBN                                                                    | Ngày phát hành    | ISBN              |
| ------ | -------------------- | ----------------------------------------------------------------------- | ----------------- | ----------------- |
| Lv.1   | 18 tháng 5, 2016     | 978-4-09-451610-4                                                       | 15 tháng 11, 2021 | 978-604-2-22249-5 |
| Lv.2   | 16 tháng 9, 2016     | 978-4-09-451631-9                                                       | 14 tháng 3, 2022  | 978-604-2-23234-0 |
| Lv.3   | 18 tháng 1, 2017     | 978-4-09-451655-5                                                       | 11 tháng 7, 2022  | 978-604-2-26897-4 |
| Lv.4   | 20 tháng 6, 2017     | 978-4-09-451683-8                                                       | 14 tháng 11, 2022 | 978-604-2-27696-2 |
| Lv.5   | 17 tháng 11, 2017    | 978-4-09-451709-5                                                       | 17 tháng 7, 2023  | 978-604-2-32015-3 |
| Lv.6   | 18 tháng 5, 2018     | 978-4-09-451733-0                                                       | 13 tháng 11, 2023 | 978-604-2-33313-9 |
| Lv.6.5 | 18 tháng 10, 2018    | 978-4-09-451757-6                                                       | 18 tháng 3, 2024  | 978-604-2-34035-9 |
| Lv.7   | 18 tháng 4, 2019     | 978-4-09-451785-9 (regular edition) 978-4-09-451789-7 (special edition) | 20 tháng 5, 2024  | 978-604-2-34061-8 |
| Lv.8   | 18 tháng 10, 2019    | 978-4-09-451815-3                                                       | —                 | —                 |
| Lv.8.5 | 17 tháng 4, 2020     | 978-4-09-451840-5 (regular edition) 978-4-09-451850-4 (special edition) | —                 | —                 |
| Lv.9   | 19 tháng 1, 2021     | 978-4-09-451878-8                                                       | —                 | —                 |
| Lv.10  | 18 tháng 1, 2022     | 978-4-09-453045-2                                                       | —                 | —                 |

### Manga
Một bản manga chuyển thể do Chida Eito minh hoạ, được đăng trên nguyệt san "Gangan Joker" của Square Enix từ ngày 22 tháng 12 năm 2017, hiện đã được biên tập thành 6 tập tankōbon, tập đầu tiên xuất bản vào ngày 18 tháng 5 năm 2018. Bộ manga đã được Yen Press mua bản quyền tại Bắc Mỹ.
Một bản manga spin-off với tựa Nanami Minami wa kagayakitai (七海みなみは輝きたい Nanami Minami muốn tỏa sáng) do Yoshida Bana minh hoạ, được phát hành bởi Shogakukan thông qua ứng dụng "Manga One" và nguyệt san "Sunday Gene-X" từ ngày 18 tháng 7 năm 2020. Bộ manga này tập trung về nhân vật Nanami Minami. Tập đầu tiên của manga xuất bản vào ngày 18 tháng 12 năm 2020.

#### Jaku-chara Tomozaki-kun
| # | Ngày phát hành Tiếng Nhật | ISBN Tiếng Nhật   |
| - | ------------------------- | ----------------- |
| 1 | 18 tháng 5, 2018          | 978-4-7575-5713-0 |
| 2 | 18 tháng 10, 2018         | 978-4-7575-5871-7 |
| 3 | 17 tháng 4, 2020          | 978-4-7575-6619-4 |
| 4 | 18 tháng 12, 2020         | 978-4-75-757010-8 |
| 5 | 22 tháng 2, 2021          | 978-4-75-757099-3 |
| 6 | 22 tháng 4, 2021          | 978-4-75-757209-6 |

#### Nanami Minami wa kagayakitai
| # | Ngày phát hành Tiếng Nhật | ISBN Tiếng Nhật   |
| - | ------------------------- | ----------------- |
| 1 | 18 tháng 12, 2020         | 978-4-09-157618-7 |

### CD Drama
Một đĩa CD Drama được tặng kèm cùng phiên bản đặc biệt của tập 8.5, xuất bản vào ngày 17 tháng 4 năm 2020.

### Anime
Một mùa anime chuyển thể đã được công bố vào ngày 11 tháng 11 năm 2019.  Anime gồm 12 tập, sản xuất bởi studio Project No.9, do Yanagi Shinsuke đạo diễn, Shimo Fumihiko viết kịch bản và Yano Akeno thiết kế nhân vật. Mizutani Hiromi sáng tác phần nhạc hiệu. Phát sóng từ ngày 8 tháng 1 năm 2021 chotới ngày 26 tháng 3 năm 2021. Các ca khúc chủ đề đều được thể hiện bởi nhóm Dialogue+, với ca khúc opening là "Jinsei Easy?" (人生イージー？ (Nhân sinh Easy?) Jinsei Ījī?, n.đ.: "Đời người quá dễ?") và ca khúc ending là "Ayafuwa Asterisk" (あやふわアスタリスク Ayafuwa Asutarisuku). Funimation đã cấp bản quyền cho anime bên ngoài khu vực Châu Á. Anime được phát sóng tại Bắc Mỹ và Đảo Anh thông qua trang web của Funimation, tại Châu Âu phát sóng thông qua Wakanim, còn tại Australia và New Zealand phát sóng thông qua AnimeLab. Children's Playground Entertainment đã cấp bản quyền cho anime tại khu vực Đông Nam Á và phát sóng trên Aniplus Asia và Bilibili.
Mùa thứ hai lên sóng vào tháng 1 năm 2024.

## Đón nhận
Bộ truyện đã đạt giải xuất sắc trong khuôn khổ giải thưởng Shogakukan Light Novel lần thứ 10 vào năm 2015. Đã 5 năm liên tiếp lọt vào Top 10 của bảng xếp hạng Kono Light Novel ga Sugoi! ở hạng mục bunkobon từ năm 2017 đến năm 2021.